# Phoniscus papuensis
Phoniscus papuensis é uma espécie de morcego da família Vespertilionidae. Pode ser encontrada na Austrália, Nova Guiné Ocidental (Indonésia) e Papua-Nova Guiné.